# Vòng loại Giải vô địch bóng đá nữ thế giới 2023 – Khu vực châu Âu
Cuộc thi vòng loại khu vực châu Âu cho Giải vô địch bóng đá nữ thế giới 2023 là cuộc thi bóng đá nữ xác định 11 đội UEFA đủ điều kiện trực tiếp cho giải đấu cuối cùng ở Úc và New Zealand, và 1 đội lọt vào vòng play-off liên liên đoàn.
51 trong số 55 đội tuyển quốc gia thành viên của UEFA đã tham gia thi đấu vòng loại, với Síp ra mắt vòng loại World Cup và Luxembourg lần đầu tiên góp mặt ở vòng bảng.

## Thể thức
Cuộc thi vòng loại bao gồm hai vòng:
- Vòng bảng: 51 đội được bốc thăm chia thành 9 nhóm gồm 5 hoặc 6 đội, mỗi bảng thi đấu theo thể thức vòng tròn một lượt tính điểm trên sân nhà và sân khách. Chín đội chiến thắng trong nhóm đủ điều kiện trực tiếp cho giải đấu cuối cùng, trong khi chín đội nhì bảng tiến vào vòng play-off.
- Vòng loại trực tiếp: 9 đội chơi hai vòng loại trực tiếp của các trận đấu một lượt, với ba đội nhì có thành tích tốt nhất vào vòng hai, để xác định hai đội đủ điều kiện bổ sung và một suất tham dự vòng play-off liên lục địa từ UEFA, dựa trên về thành tích tổng hợp ở cả vòng bảng và play-off.

### Các tiêu chí
Ở vòng bảng, các đội được xếp hạng theo điểm (thắng 3 điểm, hòa 1 điểm, thua 0 điểm), và nếu hòa về điểm, các tiêu chí hòa sau sẽ được áp dụng, theo thứ tự đã cho, xác định thứ hạng (Quy định Điều 13.01):
1. Điểm trong các trận đối đầu giữa các đội hòa nhau;
2. Hiệu số bàn thắng thua trong các trận đối đầu giữa các đội hòa;
3. Bàn thắng ghi được trong các trận đối đầu giữa các đội hòa nhau;
4. Các bàn thắng trên sân khách được ghi trong các trận đối đầu giữa các đội bị hòa;
5. Nếu có nhiều hơn hai đội hòa và sau khi áp dụng tất cả các tiêu chí đối đầu ở trên, một nhóm nhỏ các đội vẫn hòa, tất cả các tiêu chí đối đầu ở trên sẽ được áp dụng lại riêng cho nhóm phụ này;
6. Hiệu số bàn thắng thua trong tất cả các trận đấu vòng bảng;
7. Bàn thắng được ghi trong tất cả các trận đấu vòng bảng;
8. Ghi bàn trên sân khách trong tất cả các trận đấu vòng bảng;
9. Thắng trong tất cả các trận đấu vòng bảng;
10. Thắng sân khách trong tất cả các trận đấu vòng bảng;
11. Điểm kỷ luật (thẻ đỏ = 3 điểm, thẻ vàng = 1 điểm, đuổi hai thẻ vàng trong một trận = 3 điểm);
12. Hệ số UEFA cho lễ bốc thăm vòng bảng.

Để xác định ba đội tốt nhất ở đội có đứng xếp thứ hai, bảng xếp hạng của nhóm được sử dụng, không tính đến bất kỳ trận đấu nào với các đội đứng thứ sáu. Nếu các đội bằng điểm, các tiêu chí hòa giải sau đây sẽ được áp dụng (Quy định Điều 14.04):
1. Hiệu số bàn thắng thua trong tất cả các trận đấu vòng bảng;
2. Bàn thắng được ghi trong tất cả các trận đấu vòng bảng;
3. Ghi bàn trên sân khách trong tất cả các trận đấu vòng bảng;
4. Thắng trong tất cả các trận đấu vòng bảng;
5. Thắng sân khách trong tất cả các trận đấu vòng bảng;
6. Điểm kỷ luật (thẻ đỏ = 3 điểm, thẻ vàng = 1 điểm, đuổi hai thẻ vàng trong một trận = 3 điểm);
7. Hệ số UEFA cho lễ bốc thăm vòng bảng.

Trong trận play-off, đội nào ghi được nhiều bàn thắng hơn trong trận đấu thứ hai sẽ được tham dự vòng chung kết. Nếu tỷ số ngang bằng, hiệp phụ sẽ được diễn ra. Nếu tỷ số vẫn hòa sau hiệp phụ, tỷ số hòa được quyết định bằng loạt sút luân lưu (Điều 15.01).
Để xác định hai đội thắng trận play-off có thành tích tốt nhất, kết quả của vòng bảng được sử dụng để xác định á quân ở trên (8 trận) và vòng thứ hai của trận play-off (1 trận) được thêm vào. Các tiêu chí sau được áp dụng (Quy định Điều 14.05):
1. Điểm;
2. Mục tiêu khác biệt;
3. Bàn thắng được ghi;
4. Ghi bàn trên sân khách;
5. Thắng;
6. Đội khách thắng;
7. Điểm kỷ luật;
8. Hệ số UEFA cho lễ bốc thăm vòng bảng.

## Lịch thi đấu
Các trận đấu vòng loại được diễn ra vào các ngày nằm trong Lịch các trận đấu quốc tế dành cho nữ của FIFA.
| Trận đấu  | Ngày thi đấu của FIFA   |
| --------- | ----------------------- |
| Vòng bảng | 13–21 tháng 9 năm 2021  |
| Vòng bảng | 18–26 tháng 10 năm 2021 |
| Vòng bảng | 22–30 tháng 11 năm 2021 |
| Vòng bảng | 4–12 tháng 4 năm 2022   |
| Vòng bảng | 20–28 tháng 6 năm 2022  |
| Vòng bảng | 1–6 tháng 9 năm 2022    |
| Play-off  | 6–11 tháng 10 năm 2022  |

Do UEFA Women's Euro 2022 được dời từ mùa hè 2021 sang mùa hè 2022 vì đại dịch COVID-19 tại châu Âu, lần đầu tiên loạt trận của vòng loại World Cup của UEFA sẽ bị gián đoạn bởi một giải vô địch châu lục. Vào tháng 7 năm 2022, mười sáu đội tuyển quốc gia của UEFA sẽ tham gia giải đấu Euro dành cho nữ tại Anh.

## Các đội tham dự và hạt giống
Các đội được xếp hạng theo thứ hạng hệ số của họ, được tính toán dựa trên những điều sau (theo quy định B.1.2.a):
- Giải đấu vòng chung kết UEFA nữ Euro 2017 và thi đấu vòng loại (20%)
- Giải đấu vòng chung kết FIFA nữ World Cup 2019 và vòng loại (40%)
- Thi đấu vòng loại UEFA nữ Euro 2022 (chỉ tính ở vòng bảng, không bao gồm trận play-off) (40%)

Vào ngày 9 tháng 12 năm 2019, Cơ quan phòng chống doping thế giới (WADA) đã án cấm 4 năm đối với tất cả các sự kiện thể thao lớn của Nga ngay sau khi Cơ quan chống doping Nga (RUSADA) bị phát hiện không tuân thủ vì đã giao dữ liệu phòng thí nghiệm bị thao túng cho các nhà điều tra. Tuy nhiên, Đội tuyển nữ Nga vẫn có thể tham gia vòng loại. Quyết định đã được kháng cáo lên Tòa án Trọng tài Thể thao (CAS), đã ra phán quyết có lợi cho WADA nhưng giảm lệnh cấm xuống còn hai năm. Phán quyết của CAS cũng cho phép tên "Nga" được hiển thị trên đồng phục nếu dòng chữ "Vận động viên trung lập "hoặc" Nhóm trung lập "có mức độ nổi bật ngang nhau. Nếu Nga đã vượt qua vòng loại tham dự giải đấu, các cầu thủ nữ của họ sẽ có thể sử dụng tên, quốc kỳ hoặc quốc ca của quốc gia mình tại Giải vô địch bóng đá nữ thế giới, không giống như các đối thủ nam, như lệnh cấm hết hạn vào ngày 16 tháng 12 năm 2022. Nhưng trước đó vào ngày 28 tháng 2, FIFA và UEFA đã thông báo việc Nga đình chỉ tất cả các giải đấu do khủng hoảng Nga vào Ukraina. Vào ngày 2 tháng 5, UEFA thông báo rằng Nga sẽ không được phép tham dự vòng loại, kết quả trước đó của họ đã bị vô hiệu hóa và bảng E sẽ chỉ có 5 đội.
Vào ngày 20 tháng 4 năm 2021, có thông báo 51 đội từ 55 đội đủ điều kiện sẽ tham gia vòng loại.
Các đội tuyển quốc gia vượt qua vòng loại cho giải đấu vòng chung kết được chữ đậm, trong khi các đội tuyển quốc gia đủ điều kiện tham dự vòng play-off được ghi bằng chữ nghiêng.
| Đội         | ĐMC    | Hạng |
| ----------- | ------ | ---- |
| Hà Lan      | 43,961 | 1    |
| Đức         | 41,924 | 2    |
| Anh         | 41,443 | 3    |
| Pháp        | 40,898 | 4    |
| Thụy Điển   | 39,714 | 5    |
| Tây Ban Nha | 38,913 | 6    |
| Na Uy       | 38,758 | 7    |
| Ý           | 36,399 | 8    |
| Đan Mạch    | 35,265 | 9    |

| Đội        | ĐMC    | Hạng |
| ---------- | ------ | ---- |
| Bỉ         | 34,951 | 10   |
| Thụy Sĩ    | 34,066 | 11   |
| Áo         | 33,693 | 12   |
| Iceland    | 33,458 | 13   |
| Scotland   | 30,700 | 14   |
| Nga        | 30,117 | 15   |
| Phần Lan   | 29,765 | 16   |
| Bồ Đào Nha | 28,937 | 17   |
| Wales      | 28,677 | 18   |

| Đội                  | ĐMC    | Hạng |
| -------------------- | ------ | ---- |
| Cộng hòa Séc         | 28,115 | 19   |
| Ukraina              | 27,127 | 20   |
| Cộng hòa Ireland     | 25,414 | 21   |
| Ba Lan               | 25,302 | 22   |
| Slovenia             | 22,582 | 23   |
| România              | 22,156 | 24   |
| Serbia               | 21,889 | 25   |
| Bosna và Hercegovina | 20,479 | 26   |
| Bắc Ireland          | 19,526 | 27   |

| Đội           | ĐMC    | Hạng |
| ------------- | ------ | ---- |
| Slovakia      | 17,951 | 28   |
| Hungary       | 16,676 | 29   |
| Belarus       | 16,540 | 30   |
| Croatia       | 15,988 | 31   |
| Hy Lạp        | 13,602 | 32   |
| Albania       | 13,292 | 33   |
| Bắc Macedonia | 12,730 | 34   |
| Israel        | 12,518 | 35   |
| Azerbaijan    | 11,688 | 36   |

| Đội            | ĐMC    | Hạng |
| -------------- | ------ | ---- |
| Thổ Nhĩ Kỳ     | 11,526 | 37   |
| Malta          | 11,480 | 38   |
| Kosovo         | 10,489 | 39   |
| Kazakhstan     | 10,198 | 40   |
| Moldova        | 9,510  | 41   |
| Síp            | 7,688  | 42   |
| Quần đảo Faroe | 7,478  | 43   |
| Gruzia         | 7,085  | 44   |
| Latvia         | 6,977  | 45   |

| Đội        | ĐMC   | Hạng |
| ---------- | ----- | ---- |
| Montenegro | 6,772 | 46   |
| Litva      | 6,359 | 47   |
| Estonia    | 6,108 | 48   |
| Luxembourg | 2,779 | 49   |
| Armenia    | 0     | —    |
| Bulgaria   | 0     | —    |

| Đội           | ĐMC   | Hạng |
| ------------- | ----- | ---- |
| Andorra       | 1,903 | 50   |
| Gibraltar     | 0     | —    |
| Liechtenstein | 0     | —    |
| San Marino    | 0     | —    |

## Vòng bảng

### Hạt giống
Lễ bốc thăm vòng bảng được tổ chức vào ngày 30 tháng 4 năm 2021 tại trụ sở UEFA ở Nyon, Thụy Sĩ. 51 đội được chia thành 9 bảng đấu:
- 3 bảng (Bảng A, B, C) gồm 5 đội (thi đấu tổng cộng 8 trận), mỗi nhóm có một đội từ hạt giống số 1–5.
- 6 bảng (Bảng D, E, F, G, H, I) gồm 6 đội (thi đấu tổng cộng 10 trận), mỗi nhóm chứa một đội từ hạt giống số 1–6.

Dựa trên các quyết định của Ủy ban điều hành UEFA do xung đột chính trị, có một số tổ hợp các đội không thể được rút vào cùng một nhóm. Một trong số này là Armenia, họ ban đầu được xếp vào bảng E cùng với Azerbaijan. Armenia được chuyển vào bảng F và Montenegro sau đó được đưa vào bảng E.

### Bảng A
| VT | Đội              | ST | T | H | B | BT | BB | HS  | Đ  | Giành quyền tham dự                   |      |     |     |     |     |      |
| -- | ---------------- | -- | - | - | - | -- | -- | --- | -- | ------------------------------------- | ---- | --- | --- | --- | --- | ---- |
| 1  | Thụy Điển        | 8  | 7 | 1 | 0 | 32 | 2  | +30 | 22 | Giải vô địch bóng đá nữ thế giới 2023 |      | —   | 1–1 | 2–1 | 3–0 | 4–0  |
| 2  | Cộng hòa Ireland | 8  | 5 | 2 | 1 | 26 | 4  | +22 | 17 | Play-off                              |      | 0–1 | —   | 1–0 | 1–1 | 11–0 |
| 3  | Phần Lan         | 8  | 3 | 1 | 4 | 14 | 12 | +2  | 10 |                                       |      | 0–5 | 1–2 | —   | 2–1 | 6–0  |
| 4  | Slovakia         | 8  | 2 | 2 | 4 | 9  | 9  | 0   | 8  |                                       | 0–1  | 0–1 | 1–1 | —   | 2–0 |      |
| 5  | Gruzia           | 8  | 0 | 0 | 8 | 0  | 54 | −54 | 0  |                                       | 0–15 | 0–9 | 0–3 | 0–4 | —   |      |

### Bảng B
| VT | Đội            | ST | T | H | B | BT | BB | HS  | Đ  | Giành quyền tham dự                   |      |     |     |     |     |      |
| -- | -------------- | -- | - | - | - | -- | -- | --- | -- | ------------------------------------- | ---- | --- | --- | --- | --- | ---- |
| 1  | Tây Ban Nha    | 8  | 8 | 0 | 0 | 53 | 0  | +53 | 24 | Giải vô địch bóng đá nữ thế giới 2023 |      | —   | 8–0 | 5–0 | 3–0 | 12–0 |
| 2  | Scotland       | 8  | 5 | 1 | 2 | 22 | 13 | +9  | 16 | Play-off                              |      | 0–2 | —   | 1–1 | 2–1 | 7–1  |
| 3  | Ukraina        | 8  | 3 | 1 | 4 | 12 | 20 | −8  | 10 |                                       |      | 0–6 | 0–4 | —   | 2–0 | 4–0  |
| 4  | Hungary        | 8  | 3 | 0 | 5 | 19 | 19 | 0   | 9  |                                       | 0–7  | 0–2 | 4–2 | —   | 7–0 |      |
| 5  | Quần đảo Faroe | 8  | 0 | 0 | 8 | 2  | 56 | −54 | 0  |                                       | 0–10 | 0–6 | 0–3 | 1–7 | —   |      |

### Bảng C
| VT | Đội          | ST | T | H | B | BT | BB | HS  | Đ  | Giành quyền tham dự                   |     |     |     |     |     |      |
| -- | ------------ | -- | - | - | - | -- | -- | --- | -- | ------------------------------------- | --- | --- | --- | --- | --- | ---- |
| 1  | Hà Lan       | 8  | 6 | 2 | 0 | 31 | 3  | +28 | 20 | Giải vô địch bóng đá nữ thế giới 2023 |     | —   | 1–0 | 1–1 | 3–0 | 12–0 |
| 2  | Iceland      | 8  | 6 | 0 | 2 | 25 | 3  | +22 | 18 | Play-off                              |     | 0–2 | —   | 4–0 | 6–0 | 5–0  |
| 3  | Cộng hòa Séc | 8  | 3 | 2 | 3 | 25 | 10 | +15 | 11 |                                       |     | 2–2 | 0–1 | —   | 7–0 | 8–0  |
| 4  | Belarus      | 8  | 2 | 1 | 5 | 7  | 26 | −19 | 7  |                                       | 0–2 | 0–5 | 2–1 | —   | 4–1 |      |
| 5  | Síp          | 8  | 0 | 1 | 7 | 2  | 48 | −46 | 1  |                                       | 0–8 | 0–4 | 0–6 | 1–1 | —   |      |

### Bảng D
| VT | Đội           | ST | T  | H | B | BT | BB | HS  | Đ  | Giành quyền tham dự                   |      |     |      |     |      |      |      |
| -- | ------------- | -- | -- | - | - | -- | -- | --- | -- | ------------------------------------- | ---- | --- | ---- | --- | ---- | ---- | ---- |
| 1  | Anh           | 10 | 10 | 0 | 0 | 80 | 0  | +80 | 30 | Giải vô địch bóng đá nữ thế giới 2023 |      | —   | 1–0  | 4–0 | 10–0 | 8–0  | 20–0 |
| 2  | Áo            | 10 | 7  | 1 | 2 | 50 | 7  | +43 | 22 | Play-off                              |      | 0–2 | —    | 3–1 | 5–0  | 10–0 | 8–0  |
| 3  | Bắc Ireland   | 10 | 6  | 1 | 3 | 36 | 16 | +20 | 19 |                                       |      | 0–5 | 2–2  | —   | 4–0  | 9–0  | 4–0  |
| 4  | Luxembourg    | 10 | 3  | 0 | 7 | 9  | 45 | −36 | 9  |                                       | 0–10 | 0–8 | 1–2  | —   | 2–1  | 3–2  |      |
| 5  | Bắc Macedonia | 10 | 2  | 0 | 8 | 10 | 62 | −52 | 6  |                                       | 0–10 | 0–6 | 0–11 | 2–3 | —    | 3–2  |      |
| 6  | Latvia        | 10 | 1  | 0 | 9 | 8  | 63 | −55 | 3  |                                       | 0–10 | 1–8 | 1–3  | 1–0 | 1–4  | —    |      |

### Bảng E
Vào ngày 28 tháng 2, FIFA và UEFA thông báo rằng Nga bị cấm khỏi tất cả các cuộc thi. Vào ngày 2 tháng 5, UEFA thông báo rằng Nga sẽ không được phép tham dự vòng loại, kết quả trước đó của họ đã bị vô hiệu hóa và bảng E sẽ chỉ có 5 đội.
| VT | Đội                  | ST | T | H | B | BT | BB | HS  | Đ  | Giành quyền tham dự                   |     |     |     |     |     |     |     |
| -- | -------------------- | -- | - | - | - | -- | -- | --- | -- | ------------------------------------- | --- | --- | --- | --- | --- | --- | --- |
| 1  | Đan Mạch             | 8  | 8 | 0 | 0 | 40 | 2  | +38 | 24 | Giải vô địch bóng đá nữ thế giới 2023 |     | —   | 8–0 | 5–1 | 7–0 | 2–0 | 3–1 |
| 2  | Bosna và Hercegovina | 8  | 3 | 2 | 3 | 9  | 17 | −8  | 11 | Play-off                              |     | 0–3 | —   | 2–3 | 1–0 | 1–0 | 0–4 |
| 3  | Montenegro           | 8  | 3 | 0 | 5 | 9  | 17 | −8  | 9  |                                       |     | 1–5 | 0–2 | —   | 0–2 | 2–0 | Hủy |
| 4  | Malta                | 8  | 2 | 1 | 5 | 6  | 17 | −11 | 7  |                                       | 0–2 | 2–2 | 0–2 | —   | 0–2 | Hủy |     |
| 5  | Azerbaijan           | 8  | 2 | 1 | 5 | 5  | 16 | −11 | 7  |                                       | 0–8 | 1–1 | 1–0 | 1–2 | —   | 0–4 |     |
| 6  | Nga                  | 0  | 0 | 0 | 0 | 0  | 0  | 0   | 0  | Truất quyền thi đấu                   |     | Hủy | Hủy | 5–0 | 3–0 | 2–0 | —   |

1. ↑  Vào ngày 28 tháng 2 năm 2022, FIFA và UEFA đã đình chỉ các đội tuyển nữ quốc gia Nga khỏi tất cả các giải đấu do Nga xâm lược Ukraina.[18] Vào ngày 2 tháng 5 năm 2022, UEFA thông báo rằng tất cả các kết quả của họ được coi là vô hiệu hóa.[16]

### Bảng F
| VT | Đội     | ST | T | H | B  | BT | BB | HS  | Đ  | Giành quyền tham dự                   |      |     |     |     |     |     |      |
| -- | ------- | -- | - | - | -- | -- | -- | --- | -- | ------------------------------------- | ---- | --- | --- | --- | --- | --- | ---- |
| 1  | Na Uy   | 10 | 9 | 1 | 0  | 47 | 2  | +45 | 28 | Giải vô địch bóng đá nữ thế giới 2023 |      | —   | 4–0 | 2–1 | 5–0 | 5–1 | 10–0 |
| 2  | Bỉ      | 10 | 7 | 1 | 2  | 56 | 7  | +49 | 22 | Play-off                              |      | 0–1 | —   | 4–0 | 7–0 | 7–0 | 19–0 |
| 3  | Ba Lan  | 10 | 6 | 2 | 2  | 28 | 9  | +19 | 20 |                                       |      | 0–0 | 1–1 | —   | 2–0 | 7–0 | 12–0 |
| 4  | Albania | 10 | 3 | 1 | 6  | 14 | 30 | −16 | 10 |                                       | 0–7  | 0–5 | 1–2 | —   | 1–1 | 5–0 |      |
| 5  | Kosovo  | 10 | 2 | 1 | 7  | 8  | 35 | −27 | 7  |                                       | 0–3  | 1–6 | 1–2 | 1–3 | —   | 2–1 |      |
| 6  | Armenia | 10 | 0 | 0 | 10 | 1  | 71 | −70 | 0  |                                       | 0–10 | 0–7 | 0–1 | 0–4 | 0–1 | —   |      |

### Bảng G
| VT | Đội     | ST | T | H | B | BT | BB | HS  | Đ  | Giành quyền tham dự                   |     |     |     |     |     |     |      |
| -- | ------- | -- | - | - | - | -- | -- | --- | -- | ------------------------------------- | --- | --- | --- | --- | --- | --- | ---- |
| 1  | Ý       | 10 | 9 | 0 | 1 | 40 | 2  | +38 | 27 | Giải vô địch bóng đá nữ thế giới 2023 |     | —   | 1–2 | 0–2 | 3–0 | 7–0 | 3–0  |
| 2  | Thụy Sĩ | 10 | 8 | 1 | 1 | 44 | 4  | +40 | 25 | Play-off                              |     | 0–1 | —   | 2–0 | 5–0 | 4–1 | 15–0 |
| 3  | România | 10 | 6 | 1 | 3 | 21 | 11 | +10 | 19 |                                       |     | 0–5 | 1–1 | —   | 2–0 | 3–0 | 3–0  |
| 4  | Croatia | 10 | 3 | 1 | 6 | 6  | 18 | −12 | 10 |                                       | 0–5 | 0–2 | 0–1 | —   | 0–0 | 4–0 |      |
| 5  | Litva   | 10 | 1 | 2 | 7 | 7  | 35 | −28 | 5  |                                       | 0–5 | 0–7 | 1–7 | 0–1 | —   | 4–0 |      |
| 6  | Moldova | 10 | 0 | 1 | 9 | 1  | 49 | −48 | 1  |                                       | 0–8 | 0–6 | 0–4 | 0–1 | 1–1 | —   |      |

### Bảng H
| VT | Đội        | ST | T | H | B  | BT | BB | HS  | Đ  | Giành quyền tham dự                   |     |     |     |     |     |     |     |
| -- | ---------- | -- | - | - | -- | -- | -- | --- | -- | ------------------------------------- | --- | --- | --- | --- | --- | --- | --- |
| 1  | Đức        | 10 | 9 | 0 | 1  | 47 | 5  | +42 | 27 | Giải vô địch bóng đá nữ thế giới 2023 |     | —   | 3–0 | 5–1 | 8–0 | 7–0 | 7–0 |
| 2  | Bồ Đào Nha | 10 | 7 | 1 | 2  | 26 | 9  | +17 | 22 | Play-off                              |     | 1–3 | —   | 2–1 | 4–0 | 4–0 | 3–0 |
| 3  | Serbia     | 10 | 7 | 0 | 3  | 26 | 14 | +12 | 21 |                                       |     | 3–2 | 1–2 | —   | 2–0 | 4–0 | 3–0 |
| 4  | Thổ Nhĩ Kỳ | 10 | 3 | 1 | 6  | 9  | 26 | −17 | 10 |                                       | 0–3 | 1–1 | 2–5 | —   | 3–2 | 1–0 |     |
| 5  | Israel     | 10 | 3 | 0 | 7  | 7  | 25 | −18 | 9  |                                       | 0–1 | 0–4 | 0–2 | 1–0 | —   | 2–0 |     |
| 6  | Bulgaria   | 10 | 0 | 0 | 10 | 1  | 37 | −36 | 0  |                                       | 0–8 | 0–5 | 1–4 | 0–2 | 0–2 | —   |     |

### Bảng I
| VT | Đội        | ST | T  | H | B  | BT | BB | HS  | Đ  | Giành quyền tham dự                   |      |     |     |     |     |      |     |
| -- | ---------- | -- | -- | - | -- | -- | -- | --- | -- | ------------------------------------- | ---- | --- | --- | --- | --- | ---- | --- |
| 1  | Pháp       | 10 | 10 | 0 | 0  | 54 | 4  | +50 | 30 | Giải vô địch bóng đá nữ thế giới 2023 |      | —   | 2–0 | 1–0 | 5–1 | 11–0 | 6–0 |
| 2  | Wales      | 10 | 6  | 2 | 2  | 22 | 5  | +17 | 20 | Play-off                              |      | 1–2 | —   | 0–0 | 5–0 | 4–0  | 6–0 |
| 3  | Slovenia   | 10 | 5  | 3 | 2  | 21 | 6  | +15 | 18 |                                       |      | 2–3 | 1–1 | —   | 0–0 | 6–0  | 2–0 |
| 4  | Hy Lạp     | 10 | 4  | 1 | 5  | 12 | 28 | −16 | 13 |                                       | 0–10 | 0–1 | 1–4 | —   | 3–0 | 3–2  |     |
| 5  | Estonia    | 10 | 2  | 0 | 8  | 7  | 43 | −36 | 6  |                                       | 0–9  | 0–1 | 0–4 | 1–3 | —   | 4–2  |     |
| 6  | Kazakhstan | 10 | 0  | 0 | 10 | 4  | 34 | −30 | 0  |                                       | 0–5  | 0–3 | 0–2 | 0–1 | 0–2 | —    |     |

### Xếp hạng các đội xếp thứ hai
Để xác định ba đội nhì bảng có thành tích tốt nhất từ vòng bảng đủ điều kiện tiến vào vòng play-off thứ hai, chỉ lấy kết quả của các đội nhì bảng với các đội đứng thứ nhất, thứ ba, thứ tư và thứ năm trong bảng của họ. có tính đến, trong khi kết quả đối đầu với các đội đứng thứ sáu (đối với các bảng sáu đội) đều không được tính. Do đó, tám trận đấu của mỗi đội nhì bảng được tính để xác định thứ hạng.
| VT | Bg | Đội                  | ST | T | H | B | BT | BB | HS  | Đ  | Giành quyền tham dự |
| -- | -- | -------------------- | -- | - | - | - | -- | -- | --- | -- | ------------------- |
| 1  | G  | Thụy Sĩ              | 8  | 6 | 1 | 1 | 23 | 4  | +19 | 19 | Vòng 2 (play-off)   |
| 2  | C  | Iceland              | 8  | 6 | 0 | 2 | 25 | 3  | +22 | 18 | Vòng 2 (play-off)   |
| 3  | A  | Cộng hòa Ireland     | 8  | 5 | 2 | 1 | 26 | 4  | +22 | 17 | Vòng 2 (play-off)   |
| 4  | D  | Áo                   | 8  | 5 | 1 | 2 | 34 | 6  | +28 | 16 | Vòng 1 (play-off)   |
| 5  | F  | Bỉ                   | 8  | 5 | 1 | 2 | 30 | 7  | +23 | 16 | Vòng 1 (play-off)   |
| 6  | B  | Scotland             | 8  | 5 | 1 | 2 | 22 | 13 | +9  | 16 | Vòng 1 (play-off)   |
| 7  | H  | Bồ Đào Nha           | 8  | 5 | 1 | 2 | 18 | 9  | +9  | 16 | Vòng 1 (play-off)   |
| 8  | I  | Wales                | 8  | 4 | 2 | 2 | 13 | 5  | +8  | 14 | Vòng 1 (play-off)   |
| 9  | E  | Bosna và Hercegovina | 8  | 3 | 2 | 3 | 9  | 17 | −8  | 11 | Vòng 1 (play-off)   |

## Play-off

### Hạt giống
Lễ bốc thăm sẽ diễn ra vào ngày 9 tháng 9 năm 2022 lúc 13:30 CEST (18:30 Giờ Việt Nam). 9 đội được bốc thăm chia thành 6 trận mà không có bất kỳ hạt giống nào, với đội đầu tiên được rút ra trong mỗi trận hòa sẽ là đội chủ nhà của trận lượt đi.
- Vòng 1: Sáu đội về nhì kém nhất sẽ vào vòng đầu tiên và sẽ được bốc thăm chia thành ba lượt.
- Vòng 2: Ba đội về nhì có thành tích tốt nhất sẽ vào vòng hai và cùng với ba đội thắng của vòng đầu tiên sẽ được bốc thăm chia thành ba vòng đấu.

Thời gian là CEST (UTC+2), như được liệt kê bởi UEFA (giờ địa phương, nếu khác, nằm trong ngoặc đơn).

### Sơ đồ
|  | Vòng 1                     | Vòng 1 |                                       |   | Vòng 2 | Vòng 2 |  |  |  |  |  |  |  |  |
|  |                            |        |                                       |   |        |        |  |  |  |  |  |  |  |  |
|  | 6 tháng 10, 2022 – Vizela  |        |                                       |   |        |        |  |  |  |  |  |  |  |  |
|  |                            |        |                                       |   |        |        |  |  |  |  |  |  |  |  |
|  | Bồ Đào Nha                 | 2      |                                       |   |        |        |  |  |  |  |  |  |  |  |
|  | Bồ Đào Nha                 | 2      | 11 tháng 10, 2022 – Paços de Ferreira |   |        |        |  |  |  |  |  |  |  |  |
|  | Bỉ                         | 1      |                                       |   |        |        |  |  |  |  |  |  |  |  |
|  | Bỉ                         | 1      | Bồ Đào Nha (s.h.p.)                   | 4 |        |        |  |  |  |  |  |  |  |  |
|  |                            |        | Bồ Đào Nha (s.h.p.)                   | 4 |        |        |  |  |  |  |  |  |  |  |
|  |                            |        | Iceland                               | 1 |        |        |  |  |  |  |  |  |  |  |
|  |                            |        | Iceland                               | 1 |        |        |  |  |  |  |  |  |  |  |
|  |                            |        |                                       |   |        |        |  |  |  |  |  |  |  |  |
|  |                            |        |                                       |   |        |        |  |  |  |  |  |  |  |  |
|  |                            |        |                                       |   |        |        |  |  |  |  |  |  |  |  |
|  | 6 tháng 10, 2022 – Glasgow |        |                                       |   |        |        |  |  |  |  |  |  |  |  |
|  |                            |        |                                       |   |        |        |  |  |  |  |  |  |  |  |
|  | Scotland (s.h.p.)          | 1      |                                       |   |        |        |  |  |  |  |  |  |  |  |
|  | Scotland (s.h.p.)          | 1      | 11 tháng 10, 2022 – Glasgow           |   |        |        |  |  |  |  |  |  |  |  |
|  | Áo                         | 0      |                                       |   |        |        |  |  |  |  |  |  |  |  |
|  | Áo                         | 0      | Scotland                              | 0 |        |        |  |  |  |  |  |  |  |  |
|  |                            |        | Scotland                              | 0 |        |        |  |  |  |  |  |  |  |  |
|  |                            |        | Cộng hòa Ireland                      | 1 |        |        |  |  |  |  |  |  |  |  |
|  |                            |        | Cộng hòa Ireland                      | 1 |        |        |  |  |  |  |  |  |  |  |
|  |                            |        |                                       |   |        |        |  |  |  |  |  |  |  |  |
|  |                            |        |                                       |   |        |        |  |  |  |  |  |  |  |  |
|  |                            |        |                                       |   |        |        |  |  |  |  |  |  |  |  |
|  |                            |        |                                       |   |        |        |  |  |  |  |  |  |  |  |
|  |                            |        |                                       |   |        |        |  |  |  |  |  |  |  |  |
|  |                            |        |                                       |   |        |        |  |  |  |  |  |  |  |  |
|  | 11 tháng 10, 2022 – Zürich |        |                                       |   |        |        |  |  |  |  |  |  |  |  |
|  |                            |        |                                       |   |        |        |  |  |  |  |  |  |  |  |
|  | Thụy Sĩ (s.h.p.)           | 2      |                                       |   |        |        |  |  |  |  |  |  |  |  |
|  | Thụy Sĩ (s.h.p.)           | 2      | 6 tháng 10, 2022 – Cardiff            |   |        |        |  |  |  |  |  |  |  |  |
|  |                            |        | Wales                                 | 1 |        |        |  |  |  |  |  |  |  |  |
|  | Wales (s.h.p.)             | 1      | Wales                                 | 1 |        |        |  |  |  |  |  |  |  |  |
|  | Wales (s.h.p.)             | 1      |                                       |   |        |        |  |  |  |  |  |  |  |  |
|  | Bosna và Hercegovina       | 0      |                                       |   |        |        |  |  |  |  |  |  |  |  |
|  | Bosna và Hercegovina       | 0      |                                       |   |        |        |  |  |  |  |  |  |  |  |
|  |                            |        |                                       |   |        |        |  |  |  |  |  |  |  |  |
|  |                            |        |                                       |   |        |        |  |  |  |  |  |  |  |  |
|  |                            |        |                                       |   |        |        |  |  |  |  |  |  |  |  |
|  |                            |        |                                       |   |        |        |  |  |  |  |  |  |  |  |
|  |                            |        |                                       |   |        |        |  |  |  |  |  |  |  |  |
|  |                            |        |                                       |   |        |        |  |  |  |  |  |  |  |  |
|  |                            |        |                                       |   |        |        |  |  |  |  |  |  |  |  |
|  |                            |        |                                       |   |        |        |  |  |  |  |  |  |  |  |
|  |                            |        |                                       |   |        |        |  |  |  |  |  |  |  |  |
|  |                            |        |                                       |   |        |        |  |  |  |  |  |  |  |  |
|  |                            |        |                                       |   |        |        |  |  |  |  |  |  |  |  |
|  |                            |        |                                       |   |        |        |  |  |  |  |  |  |  |  |

### Vòng 1
Các trận đấu đầu tiên sẽ diễn ra vào ngày 6 tháng 10, 2022.
| Đội 1      | Tỉ số        | Đội 2                |
| ---------- | ------------ | -------------------- |
| Scotland   | 1–0 (s.h.p.) | Áo                   |
| Wales      | 1–0 (s.h.p.) | Bosna và Hercegovina |
| Bồ Đào Nha | 2–1          | Bỉ                   |

### Vòng 2
Các trận đấu đầu tiên sẽ diễn ra vào ngày 11 tháng 10, 2022.
| Đội 1      | Tỉ số        | Đội 2            |
| ---------- | ------------ | ---------------- |
| Bồ Đào Nha | 4–1 (s.h.p.) | Iceland          |
| Scotland   | 0–1          | Cộng hòa Ireland |
| Thụy Sĩ    | 2–1 (s.h.p.) | Wales            |

### Xếp hạng các đội thắng play-off
Để xếp hạng ba đội thắng trận play-off, kết quả của họ trong các bảng tương ứng và vòng play-off 2 được cộng lại. Vì một số bảng có 6 đội và những bảng còn lại có 5 đội, kết quả đối đầu với các đội đứng thứ sáu (đối với các bảng sáu đội) đều không được tính. Ngoài ra, không phải đội nào cũng bắt đầu từ vòng play-off 1, nên kết quả vòng play-off 1 cũng không được tính. Do đó, 9 trận đấu của mỗi đội (8 trận ở vòng bảng và 1 trận ở vòng play-off 2) được tính để phân định thứ hạng. Hai đội chiến thắng có vị trí cao nhất sẽ đủ điều kiện tham dự giải vô địch bóng đá nữ thế giới và đội thắng có vị trí thấp nhất sẽ tham dự vòng play-off liên liên đoàn.
| VT | Đội              | ST | T | H | B | BT | BB | HS  | Đ  | Giành quyền tham dự                   |
| -- | ---------------- | -- | - | - | - | -- | -- | --- | -- | ------------------------------------- |
| 1  | Thụy Sĩ          | 9  | 7 | 1 | 1 | 25 | 5  | +20 | 22 | Giải vô địch bóng đá nữ thế giới 2023 |
| 2  | Cộng hòa Ireland | 9  | 6 | 2 | 1 | 27 | 4  | +23 | 20 | Giải vô địch bóng đá nữ thế giới 2023 |
| 3  | Bồ Đào Nha       | 9  | 6 | 1 | 2 | 22 | 10 | +12 | 19 | Play-off liên lục địa                 |

## Những đội đủ điều kiện tham dự Giải vô địch bóng đá nữ thế giới 2023
11 đội bóng của châu Âu giành quyền đến Giải vô địch bóng đá nữ thế giới 2023, 1 đội còn lại đi tiếp vào vòng play-off liên lục địa.
| Đội bóng         | Tư cách vượt qua vòng loại           | Ngày vượt qua vòng loại | Thành tích tại các Giải vô địch bóng đá nữ thế giới lần trước từng tham dự1 |
| ---------------- | ------------------------------------ | ----------------------- | --------------------------------------------------------------------------- |
| Thụy Điển        | Nhất bảng A                          | 12 tháng 4 năm 2022     | 8 (1991, 1995, 1999, 2003, 2007, 2011, 2015, 2019)                          |
| Tây Ban Nha      | Nhất bảng B                          | 12 tháng 4 năm 2022     | 2 (2015, 2019)                                                              |
| Hà Lan           | Nhất bảng C                          | 6 tháng 9 năm 2022      | 2 (2015, 2019)                                                              |
| Anh              | Nhất bảng D                          | 3 tháng 9 năm 2022      | 5 (1995, 2007 2011, 2015, 2019)                                             |
| Đan Mạch         | Nhất bảng E                          | 2 tháng 5 năm 2022      | 4 (1991, 1995, 1999, 2007)                                                  |
| Na Uy            | Nhất bảng F                          | 2 tháng 9 năm 2022      | 8 (1991, 1995, 1999, 2003, 2007, 2011, 2015, 2019)                          |
| Ý                | Nhất bảng G                          | 6 tháng 9 năm 2022      | 3 (1991, 1999, 2019)                                                        |
| Đức              | Nhất bảng H                          | 3 tháng 9 năm 2022      | 8 (1991, 1995, 1999, 2003, 2007, 2011, 2015, 2019)                          |
| Pháp             | Nhất bảng I                          | 12 tháng 4 năm 2022     | 4 (2003, 2011, 2015, 2019)                                                  |
| Thụy Sĩ          | Nhất bảng tại bảng xếp hạng play-off | 11 tháng 10 năm 2022    | 1 (2015)                                                                    |
| Cộng hòa Ireland | Nhì bảng tại bảng xếp hạng play-off  | 11 tháng 10 năm 2022    | 0 (Lần đầu)                                                                 |

1 Các năm được in đậm là các năm mà đội đó lên ngôi vô địch. Chữ nghiêng là đội chủ nhà trong năm.
1. ↑  Vào ngày 2 tháng 5 năm 2022, UEFA thông báo rằng Nga đã bị loại khỏi vòng loại World Cup nữ do quốc gia của họ bởi Nga xâm lược Ukraina, với tất cả các kết quả trước đó của họ bị coi là vô hiệu.[16] Do đó, Đan Mạch đã đủ điều kiện tham dự World Cup nữ, vì không có đội nào khác có thể vượt qua họ.

## Cầu thủ ghi bàn
Đã có 1086 bàn thắng ghi được trong 242 trận đấu, trung bình 4.49 bàn thắng mỗi trận đấu.
17 bàn thắng
- Tessa Wullaert

15 bàn thắng
- Lea Schüller

13 bàn thắng
- Nicole Billa
- Signe Bruun
- Beth Mead

11 bàn thắng
- Amaiur Sarriegi

10 bàn thắng
- Tine De Caigny
- Ella Toone
- Ellen White
- Marie-Antoinette Katoto

9 bàn thắng
- Fanni Vágó
- Esther González
- Coumba Sow

8 bàn thắng
- Bethany England
- Georgia Stanway
- Cristiana Girelli
- Vivianne Miedema
- Jovana Damnjanović
- Lara Prašnikar
- Mariona Caldentey
- Ana-Maria Crnogorčević

7 bàn thắng
- Stine Larsen
- Lauren Hemp
- Arianna Caruso
- Valentina Giacinti
- Jill Roord
- Rachel Furness
- Nikola Karczewska
- Katie McCabe

6 bàn thắng
- Janice Cayman
- Lisa-Marie Karlseng Utland
- Ewa Pajor
- Denise O'Sullivan
- Ramona Bachmann

Nguồn: UEFA.com